# Глэдни, Джефф
Джефф Глэдни (англ. Jeff Gladney; 12 декабря 1996, Нью-Бостон, Техас — 30 мая 2022, Даллас, там же) — профессиональный американский футболист, корнербек. Известен по выступлениям за клуб НФЛ «Миннесота Вайкингс». На студенческом уровне выступал за команду Техасского христианского университета. На драфте НФЛ 2020 года был выбран в первом раунде. Погиб в автокатастрофе.

## Биография
Джефф Глэдни родился 12 декабря 1996 года в Нью-Бостоне в штате Техас, там же вырос. В составе школьной футбольной команды он играл на позициях корнербека и принимающего. В выпускной год его признали самым ценным игроком округа, команда с ним в составе впервые в своей истории вышла в полуфинал плей-офф чемпионата штата. На момент окончания школы Глэдни входил в число ста лучших молодых игроков США по версии специализированного сайта Scout.com, среди корнербеков он занимал одиннадцатое место.

### Любительская карьера
Окончив школу, Глэдни получил спортивную стипендию в Техасском христианском университете. Первый сезон студенческой карьеры он провёл в статусе освобождённого игрока, не принимая участия в официальных матчах. В 2016 году он дебютировал в футбольном турнире NCAA, сыграв в двенадцати матчах, в том числе в восьми в стартовом составе.
В сезоне 2017 года Глэдни сыграл тринадцать матчей, сделав 28 захватов и два перехвата. Один из его перехватов завершился 94-ярдовым тачдауном на возврате. В 2018 году он провёл тринадцать игр, в двух из них был капитаном команды. По итогам турнира Глэдни стал вторым в конференции по числу сбитых передач. Издание Pro Football Focus поставило его на первое место в конференции по эффективности игры в прикрытии.
В 2019 году Глэдни сыграл в двенадцати матчах, снова став вторым в конференции по числу сбитых пасов. По итогам сезона он был включён в состав символической сборной звёзд Big-12 по версии Associated Press. В начале 2020 года его пригласили на матч всех звёзд выпускников колледжей и съезд скаутов клубов НФЛ в Индианаполисе.

#### Статистика выступлений в NCAA
| Сезон | Команда          | Игры | Захваты | Захваты | Захваты | Захваты | Захваты | Перехваты | Перехваты | Перехваты | Перехваты | Перехваты | Фамблы | Фамблы | Фамблы | Фамблы |
| Сезон | Команда          | Игры | Solo    | Ast     | Tot     | Loss    | Sk      | Int       | Yds       | Y/R       | TD        | PD        | FR     | Yds    | TD     | FF     |
| ----- | ---------------- | ---- | ------- | ------- | ------- | ------- | ------- | --------- | --------- | --------- | --------- | --------- | ------ | ------ | ------ | ------ |
| 2015  | ТХУ Хорнед Фрогз | —    | —       | —       | —       | —       | —       | —         | —         | —         | —         | —         | —      | —      | —      | —      |
| 2016  | ТХУ Хорнед Фрогз | 12   | 30      | 16      | 46      | 0,5     | 0,0     | 0         | 0         | 0,0       | 0         | 6         | 0      | 0      | 0      | 0      |
| 2017  | ТХУ Хорнед Фрогз | 13   | 23      | 5       | 28      | 0,0     | 0,0     | 2         | 94        | 47,0      | 1         | 5         | 0      | 0      | 0      | 0      |
| 2018  | ТХУ Хорнед Фрогз | 13   | 30      | 11      | 41      | 4,0     | 1,0     | 2         | 34        | 17,0      | 0         | 12        | 0      | 0      | 0      | 1      |
| 2019  | ТХУ Хорнед Фрогз | 12   | 24      | 7       | 31      | 1,5     | 0,5     | 1         | 0         | 0,0       | 0         | 14        | 0      | 0      | 0      | 0      |
| Всего | Всего            | 50   | 107     | 39      | 146     | 6,0     | 1,5     | 5         | 128       | 25,6      | 1         | 37        | 0      | 0      | 0      | 1      |

### Профессиональная карьера
Перед драфтом НФЛ 2020 года автор Sports Illustrated Майк Аддвенски отмечал эффективность Глэдни в персональной и зонной защите, его физические данные и уровень атлетизма. В рейтинге лучших выходящих на драфт корнербеков сайта NBC Sports он занимал шестое место, ему прогнозировали выбор в первом раунде и место в стартовом составе одного из клубов лиги. Сайт аналитика Уолтера Черепински называл Глэдни одним из самых стабильных на своей позиции в последние три года, но отводил ему выбор во втором или третьем раунде драфта.
На драфте Глэдни был выбран «Миннесотой» в первом раунде под общим 31 номером. В июле он подписал с клубом четырёхлетний контракт на общую сумму около 11 млн долларов. В своём дебютном сезоне он принял участие во всех шестнадцати матчах регулярного чемпионата, все, кроме одного, начал в стартовом составе «Вайкингс». Глэдни находился на поле в 959 розыгрышах защиты, став самым загруженным корнербеком команды. Всего за сезон он сделал 81 захват, сбил три передачи и форсировал один фамбл. В апреле 2021 года Глэдни был арестован полицией Далласа после бытового конфликта со своей девушкой. Позднее он был отпущен под залог. В августе, когда большое жюри выдвинуло против него обвинение в домашнем насилии и нападении, руководство «Миннесоты» приняло решение об отчислении игрока. Судебное разбирательство вынудило Глэдни полностью пропустить следующий сезон. В марте 2022 года суд присяжных признал его невиновным. Через несколько дней после этого он подписал двухлетний контракт с «Аризоной».

#### Статистика выступлений в НФЛ

##### Регулярный чемпионат
| Сезон | Команда            | Игры | Захваты | Захваты | Захваты | Захваты | Захваты | Перехваты | Перехваты | Перехваты | Перехваты | Перехваты | Фамблы | Фамблы | Фамблы | Фамблы |
| Сезон | Команда            | Игры | Solo    | Ast     | Tot     | Loss    | Sk      | Int       | Yds       | Y/R       | TD        | PD        | FR     | Yds    | TD     | FF     |
| ----- | ------------------ | ---- | ------- | ------- | ------- | ------- | ------- | --------- | --------- | --------- | --------- | --------- | ------ | ------ | ------ | ------ |
| 2020  | Миннесота Вайкингс | 16   | 63      | 18      | 81      | 7       | 0,0     | 0         | 0         | 0,0       | 0         | 3         | 0      | 0      | 0      | 1      |
| Всего | Всего              | 16   | 63      | 18      | 81      | 7       | 0,0     | 0         | 0         | 0,0       | 0         | 3         | 0      | 0      | 0      | 1      |

### Гибель
Рано утром 30 мая 2022 года Глэдни погиб в результате аварии на шоссе Вудолла Роджерса в Далласе. Департамент шерифа округа Даллас сообщил, что автомобиль игрока двигался с превышением скорости, задел другую машину и врезался в ограждение.